# Барнетт Тауншип (округ Форест, Пенсільванія)
Барнетт Тауншип (англ. Barnett Township) — селище (англ. township) в США, в окрузі Форест штату Пенсільванія. Населення — 309 осіб (2020).

## Демографія
Згідно з переписом 2010 року, у селищі мешкала 361 особа в 192 домогосподарствах у складі 105 родин. Було 725 помешкань
Расовий склад населення:
| - 97,5 % — білих - 1,4 % — чорних або афроамериканців |

До двох чи більше рас належало 1,1 %. Частка іспаномовних становила 5,5 % від усіх жителів.
За віковим діапазоном населення розподілялося таким чином: 9,4 % — особи молодші 18 років, 60,1 % — особи у віці 18—64 років, 30,5 % — особи у віці 65 років та старші. Медіана віку мешканця становила 57,2 року. На 100 осіб жіночої статі у селищі припадало 96,2 чоловіків;  на 100 жінок у віці від 18 років та старших — 99,4 чоловіків також старших 18 років.
Середній дохід на одне домашнє господарство  становив 43 826 доларів США (медіана — 35 313), а середній дохід на одну сім'ю — 54 724 долари (медіана — 57 917). За межею бідності перебувало 10,9 % осіб, у тому числі 33,3 % дітей у віці до 18 років та 0,0 % осіб у віці 65 років та старших.
Цивільне працевлаштоване населення становило 102 особи. Основні галузі зайнятості: освіта, охорона здоров'я та соціальна допомога — 33,3 %, сільське господарство, лісництво, риболовля — 16,7 %, транспорт — 14,7 %.